# キルギスの世界遺産
キルギスの世界遺産（キルギスのせかいいさん）はユネスコの世界遺産に登録されているキルギス国内の文化・自然遺産の一覧。

## 文化遺産
- 聖なる山スライマン＝トー - （2009年）
- シルクロード:長安-天山回廊の交易路網 - （2014年）

## 自然遺産
- 西天山 - (2016年)

## 複合遺産
なし